# Rákóczitanya
Rákóczitanya Szabolcs-Szatmár-Bereg vármegyei  településrész, Vaja város részét képezi.

## Elhelyezkedése
Rákóczitanya Vajától északkeleti irányban fekszik, Szabolcs-Szatmár-Bereg vármegye keleti, középső részén, az M3-as autópályától északi irányban. A településrésztől nyugatra folyik a Vajai-főfolyás, valamint északnyugatra található tőle a főfolyáson létrehozott Csokolya elnevezésű víztározó, másik nevén a Rohodi-víztározó.
A településrész Rákóczitanya megállóhely névvel megállóhellyel rendelkezik a Nyíregyháza–Vásárosnamény-vasútvonalon; a megállóhely éppúgy, mint a településrész maga is a 41-es főútból délnek kiágazó 41 101-es számú mellékúton érhető el.

## Történelme
Az 1990-es években a település egészén kiépült a földgázvezeték, 1981-ben vezetékes ivóvizet kapott a község. Mintegy 2 km-en kiépült a szennyvízhálózat. 1991-ben bekapcsolták a községet a távhívó rendszerbe, a telefonhálózat folyamatosan bővül. 1992-ben a mintegy 350 főt számláló Rákóczitanyát szilárd burkolatú úttal összekötötték Vajával, ezzel egy időben a község valamennyi utcáját szilárd burkolattal látták el. A településen a szennyvízhálózat 2000-ben teljes egészében kiépült.
A Vaja községben lévő iskola mellett tagiskola működött Rákóczitanyán és Boglyatanyán. Itt összevont osztályokban folyt a tanítás. Jelenleg Vaja mezővároshoz van csatolva, ezzel együtt közigazgatásilag is Vaja önkormányzat irányítása alatt áll. A rákóczitanyai tagiskolát Vaja önkormányzata megszüntette – tanteremgondok miatt – 1961/62-ben. Azóta Vajára járnak általános iskolába a Rákóczitanyán élő gyerekek.
II. Rákóczi Ferenc a szabadságharc alatt ezen az akkor még lápos vidéken bujkált, vagy éppen pihent meg társaival.